# Isela
Isela is een monotypisch geslacht van spinnen uit de  familie van de Mysmenidae.

## Soort
- Isela okuncana Griswold, 1985